# كأس العالم لكرة السلة للسيدات 1975
كأس العالم لكرة السلة للنساء 1975 (بالإسبانية: Campeonato Mundial de Baloncesto Femenino de 1975)‏ هو موسم من كأس العالم لكرة السلة للنساء. أقيم خلال الفترة 23 سبتمبر 1975 وحتى 4 أكتوبر 1975، وشارك فيه  13 فريقاً، وفاز فيه منتخب الاتحاد السوفيتي الوطني لكرة السلة للنساء.